# NGC 7606
NGC 7606 је спирална галаксија у сазвежђу Водолија која се налази на NGC листи објеката дубоког неба.
Деклинација објекта је - 8° 29' 11" а ректасцензија 23h 19m 4,8s. Привидна величина (магнитуда) објекта NGC 7606 износи 10,8 а фотографска магнитуда 11,6. Налази се на удаљености од 31,140 милиона парсека од Сунца. NGC 7606 је још познат и под ознакама MCG -2-59-12, IRAS 23164-0845, PGC 71047.